# Copaène

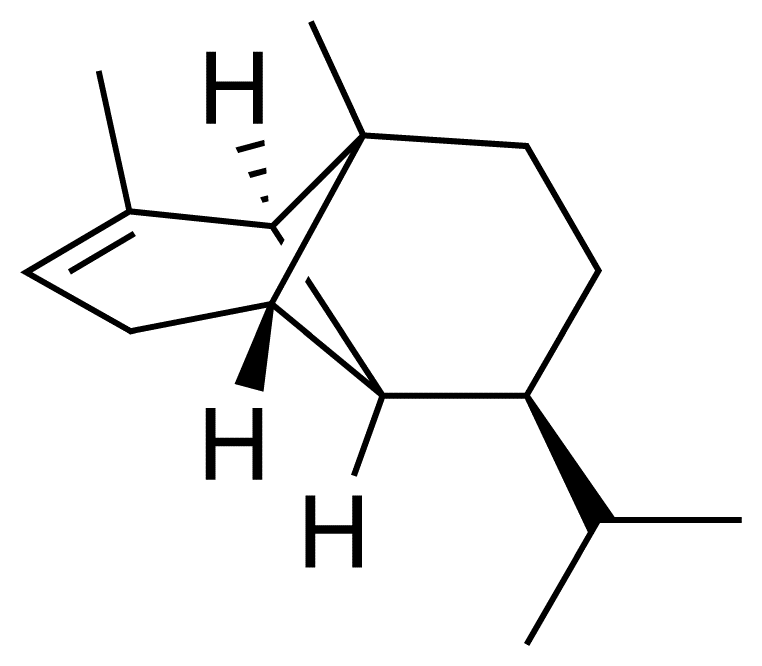
(−)-α-Copaène.

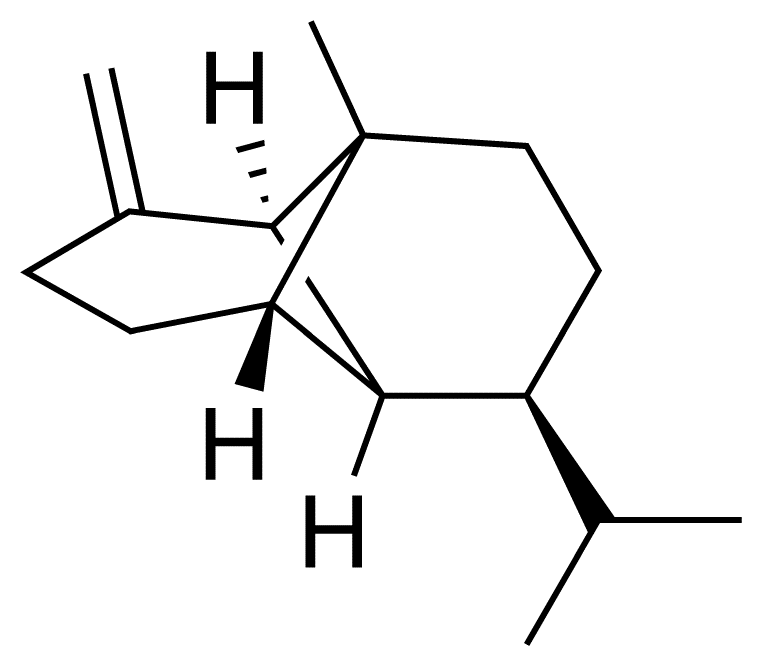
(−)-β-Copaène.

Le copaène, ou plus précisément l'α-copaène, est le nom chimique commun (ou trivial) d'un hydrocarbure liquide huileux que l'on trouve dans un certain nombre de plantes productrices d'huiles essentielles. Le nom est dérivé de celui de l'arbre Copaiba tropical producteur de résine, Copaifera langsdorffii (en), à partir duquel le composé a été isolé pour la première fois en 1914. Sa structure, y compris la chiralité, a été déterminée en 1963.
L'isomère à double liaison avec un groupe exocyclique méthylène, le β-copaène, a été signalé pour la première fois en 1967.
Chimiquement, les copaènes sont des sesquiterpènes tricycliques. Les molécules sont chirales.
L'énantiomère α-copaène, le plus couramment trouvé dans les plantes supérieures, présente un pouvoir rotatoire spécifique d'environ −6°. Le rare (+)-α-copaène est également présent en petites quantités dans certaines plantes. Il a une importance économique car il attire fortement un ravageur agricole, la mouche méditerranéenne des fruits Ceratitis capitata.
Le copaène s'est révélé antimutagène et antioxydant[réf. nécessaire].
Le copaène est également connu pour ses actions dans les interactions plantes-insectes[réf. nécessaire].